# Gilles Marini
Pour les articles homonymes, voir Marini.
Gilles Marini, né le 26 janvier 1976 à Grasse, dans les Alpes-Maritimes, est un acteur français.

## Biographie
Gilles Marini est né d'un père italien et d'une mère grecque. À 8 ans, il commence à travailler comme pâtissier dans la boulangerie de ses parents à Cannes à côté du Marché Forville. Après le lycée, il rejoint l'armée en tant que pompier auprès de la Brigade de sapeurs-pompiers de Paris. À Paris, il rencontre Fred Goudon, un photographe qui l'introduit au monde du mannequinat. Il va alors aux États-Unis afin d'apprendre l'anglais. Un de ses premiers travaux fut une publicité pour la bière Bud Light.
Il fait ses débuts d'acteur à 29 ans, en 2005 dans un film d'horreur Screech of the Decapitated mais est connu pour son second rôle dans les deux dernières saisons de la série américaine Brothers & Sisters où il joue Luc, un Français ayant une relation sentimentale avec Sarah Walker. Il fait également des apparitions dans Dirty Sexy Money, Castle, Nip/Tuck et Switched (Switched at Birth).
Il a fait partie de la distribution de Sex and the City, le film, en 2008.
En 2009, il participe à la huitième saison de l'émission de téléréalité Dancing with the Stars aux côtés notamment de l'actrice américaine Denise Richards, la rappeuse Lil'Kim, la vedette d'MTV Steve-O, l'acteur David Alan Grier, le cofondateur d'Apple Steve Wozniak ou encore la gymnaste olympique Shawn Johnson. Il en ressort second. Lui, la gagnante et la troisième de cette saison sont tous de nouveau candidats lors de la saison 15 en 2012.
En juin 2012, il est maître de cérémonie du festival de télévision de Monte-Carlo.

### Vie privée
Il est marié depuis 1998 à Carole, et ils ont deux enfants, Georges (1998) et Julianna (2006).

## Filmographie
- 2004 : Newport Beach : saison 1, épisode 22)
- 2006 : Esprits criminels : Curt (saison 1, épisode 22: La quête)
- 2008 : Sex and the City, le film : Dante
- 2009 et 2012 : Dancing with the Stars : lui-même, en duo avec Cheryl Burke (saison 8)
- 2009 - 2011 : Brothers and Sisters : Luc Laurent (récurrent saison 4, régulier saison 5)
- 2009 : Nip/Tuck : Renaldo (saison 6)
- 2011 - 2014 : Switched : Angelo Sorrento
- 2011 : Royal Pains : Niko (saison 2, épisode 18)
- 2011 : Castle : Tobias Strange
- 2011 : Modern Family : Julian, l'ami séduisant de Mitchell et Cameron (saison 3, épisode 6)
- 2013 : 2 Broke Girls : Nicolas Saintcroix (saison 3, 7 épisodes)
- 2014 :  Devious Maids : Sebastian (saison 2, épisode 13)
- 2014 : The List d'Harris Goldberg : Dr Antonio Rosenblatt
- 2014 : Les Mystères de Laura : Tom Burke (saison 1, épisode 6)
- 2014 : The McCarthys : Maurice (saison 1, épisode 8)
- 2015 : Devious Maids : Sebastian Dussault (saison 3)
- 2015 : Bones : Marquis de Chaussin (saison 11, épisode 21)
- 2016 : Teen Wolf : Sebastien Valet (saison 5, épisodes 18 et 20)
- 2016 : Daredevil : Jacques Duchamps (saison 2, épisode 10)
- 2017 : Happy Birthday : Jean-Michel
- 2017 : Ultimate Beastmaster
- 2020 : Anya (Waiting for Anya) de Ben Cookson : le père de Jo
- 2020 : Un Noël al dente : Stefano Grimaldi
- 2021 : The Rookie : Olivier Marceille (saison 4, épisode 16)
- 2021 : Josélindo : Valentin Pérez Romero
- 2024 : S.W.A.T. : Gus Dupont (saison 8, épisode 1)